# Ziziphus djsmuensis
Ziziphus djsmuensis är en brakvedsväxtart som beskrevs av Carl Karl Adolf Georg Lauterbach. Ziziphus djsmuensis ingår i släktet Ziziphus och familjen brakvedsväxter. Inga underarter finns listade i Catalogue of Life.